# Második kongói háború

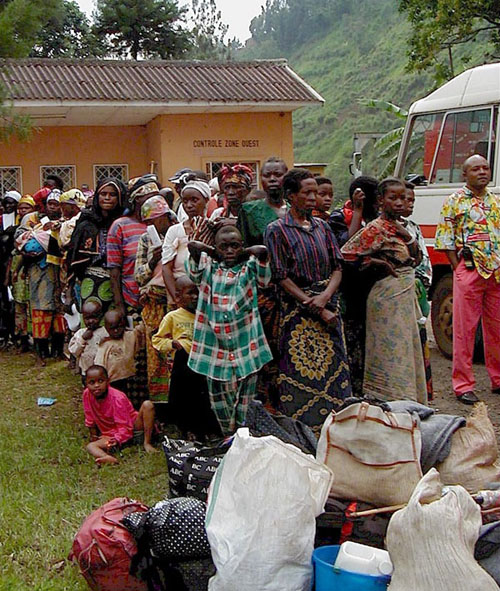
Ruanda felé menekülő civilek 2001-ben

A második kongói háború (egyesek szerint az „afrikai világháború”) az első kongói háborút követte, és az 1994-es ruandai népirtás utóhatásának tekinthető.
A banyamulengék tuszi milíciája Kongó Kivu tartományában kapcsolatot kívánt teremteni Ruandával, amelyet ekkor a Kagame kormány tuszi erői irányítottak. Kagame maga is erre törekedett. Ruanda erőforrásait kívánta növelni azzal, hogy Kivu térségének erőforrásait is kiaknázza. Másrészt, meg akarta védeni a tuszi lakosságot a Kongóba menekült hutu fegyveresek, főleg az Interahamwe milícia támadásaitól.
A második kongói háborúban Uganda és Ruanda megszerezték a katonai kezdeményezést. A Kongói Demokratikus Köztársaság, vagyis Kabila erőit majdnem legyőzték. A tágabb Dél-Afrika számos vezetője (például Robert Mugabe és Sam Nujoma) saját zsebébe nyúlt, hogy sereget küldhessenek Kabila támogatására. Legjelentősebb volt Angola és Zimbabwe kontingense. Ezek a seregek már meg tudták állítani a ruandai tuszi hadsereg és az ugandai csapatok előrenyomulását.
Az 1998 és 2002 közötti nagy konfliktusban Kongó három részre szakadt, önálló, egymással vetélkedő milíciák, gyűjtőnéven mai mai tevékenykedtek mindenfelé. Ők a világ minden részéből, főleg az Amerikai Egyesült Államokból, Oroszországból, Kínából és más országokból vásároltak fegyvereket. 5 400 000 ember halt meg a konfliktusban és a térség állatvilága is nagy veszteségeket szenvedett.

A KDK-t (volt Zaire) 2003 júniusban három fegyveres erő ellenőrizte

Laurent-Désiré Kabila 2001-ben merénylet áldozata lett. Az elnöki posztot fia, Joseph Kabila vette át. Kongóban sokan úgy tudják, hogy Joseph Kabila édesanyja ruandai tuszi és igazi apja Lauerent Kabila barátja volt; csak azért adoptálta Laurent Kabila, mert édesanyja a sok felesége egyike volt. Joseph Kabila folyékonyan beszél kinyarwanda nyelven, képzését Tanzániában, Ugandában, Ruandában és Kínában kapta. Öt évig volt az átmeneti kormány elnöke, azután szabad választásokon választották Kongó elnökévé 2006-ban. A legnagyobb támogatást Kelet-Kongóban kapta.
A Kongóban állomásozó ugandai és ruandai csapatok egymással is harcba keveredtek területi viták miatt. A kongói mai mai milíciák – amelyek legaktívabbak Dél- és Észak-Kivu tartományokban voltak, ahol a legtöbb menekült is élt – beavatkoztak ebbe a konfliktusba. Értek el helyi sikereket, kiterjesztették a konfliktust, harcoltak egymással, az ugandai és a ruandai csapatokkal, és a kongói hadsereggel is.
A banyamulengék, a tuszik nagy menekült csoportja Kongóban, a háború végét remélték. Belefáradtak az állandó háborúba, fellázadtak Kagame ruandai csapatai ellen, és kikényszerítették visszatérésüket Ruandába, lehetővé téve, hogy Joseph Kabila visszaszerezze a hatalmat Kelet-Kongóban az angolai és a zimbabwei csapatok támogatásával.

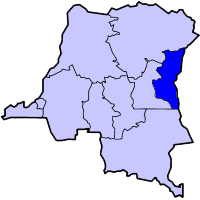
Kivu tartomány

A ruandai RPF csapatok 2002-ben hagyták el végleg Kongót.
Mindamellett, Kivu tartományban még ma is folynak a harcok. A szemben álló erők: 
- Laurent Nkunda (National Congress for the Defence of the People, francia rövidítése: CNDP),
- a Hutu Power Democratic Forces for the Liberation of Rwanda (francia rövidítése: FDLR), Állításuk szerint ők olyan hutuk, akik képtelenek visszatérni Ruandába, mert ott elítélnék őket a népirtásban betöltött szerepükért. Kongóban sem kívánatos elemek, a kongói hadsereg üldözi őket.
- az ENSZ csapatok.

2007 első hat hónapjában 260 000 civil menekült el lakhelyéről. A kongói mai lázadók továbbra is veszélyeztetik az emberi és az állati életet.
Bár sikerrel szerelték le a milíciák nagy részét az ENSZ csapatok segítségével, az utolsó milíciák csak 2007-ben szereltek le. Továbbra is vannak heves összetűzések Kongó északkeleti részén az Ituri vidéken a helyi törzsek között. Ellentétük eredetileg a hutu-tuszi konfliktusban gyökerezik, de a második kongói háborúban mérgesedett el.
Észak-Kivu tartományban 2008 augusztusában újból kiújultak a harcok. 250.000 ember menekült el lakhelyéről. Jelenleg Nairobiban folynak tárgyalások a szembenálló felek között.